# 개릿 왕
개릿 리처드 왕(Garrett Richard Wang, 1968년 12월 15일 ~ )은 미국의 배우이다.

## 출연 작품
- 폭력 행위 (2008)
- 인투 더 웨스트 (2005)
- 디먼 아일랜드 (2002)
- 아이보리 타워 (1998)
- 스타 트렉 - 보이저: 케어테이커 (1995)
- 스타 트렉 - 보이저 TV 시리즈 (1995)